# La-Fayette-Klasse
Die Schiffe der La-Fayette-Klasse sind eine Klasse von leichten Mehrzweckfregatten, die von der staatlichen Marinewerft Frankreichs, DCN, gebaut wurden und von den Marinen Frankreichs, Saudi-Arabiens, der Republik China (Taiwan) und Singapurs verwendet werden.
Diese Klasse gehörte zu den ersten einsatzfähigen Tarnkappenschiffen der Welt.

## Die französische Variante

### Konzeption
Ende der 1980er-Jahre stand die französische Marine vor der Situation, dass lokal begrenzte Konflikte fernab Frankreichs wieder vermehrt in den Fokus rückten. So hatte der Falklandkrieg zwischen Großbritannien und Argentinien gezeigt, dass es nach wie vor wichtig ist, die wenigen verbliebenen, jedoch weit verstreuten Überseegebiete mit schlagkräftigen Verbänden zu schützen. Ebenfalls in dieselbe Zeit fällt die Ausweitung der Ausschließlichen Wirtschaftszone (AWZ) auf 200 sm. Entsprechend der um ein Vielfaches gewachsenen AWZ Frankreichs musste auch die Kontrolle ausgeweitet werden. Als dritter Punkt – in der Planungsphase noch von geringer Bedeutung – rückten auch asymmetrische Bedrohungen zum ersten Mal in den Fokus der Marine. In der vielbefahrenen Straße von Malakka setzte in den 1980er-Jahren ein Wiederaufflammen der Piraterie ein. Als noch vor dem Baubeginn der Ostblock und die Sowjetunion – das über Jahrzehnte hinweg dominierende Bedrohungsszenario für alle europäischen Staaten – komplett zusammenbrach, sah sich die französische Marine in ihrer Strategie weiter bestätigt.
Für diese neuen Aufgaben war die französische Marine aber denkbar schlecht gerüstet. Einerseits verfügte Frankreich über eine umfangreiche Flotte von großen Fregatten und Zerstörern, welche zum einen für einen massiven Krieg gegen die Sowjetunion ausgerüstet waren und zum anderen auch zu teuer im Betrieb sind, um damit Patrouillenaufgaben durchzuführen, wo ihre hochtechnisierten Waffensysteme nicht gebraucht werden. Andererseits verfügte die französische Marine über 17 Korvetten der D’Estienne-D’Orves-Klasse, welche zwar wesentlich kleiner und günstiger im Betrieb sind, aber auch ihre Ausrüstung orientierte sich in erster Linie an einer Bedrohung durch die Sowjetunion. Außerdem war bereits Ende der 1980er-Jahre das Nutzungsende dieser Klasse von Korvetten absehbar.
Dieser Bedarf an einem neuen Schiffstyp führte zunächst zur Entwicklung und Beschaffung von sechs Einheiten der Floréal-Klasse. Diese kaum 3000 Tonnen verdrängenden Schiffe waren aber im untersten Leistungsspektrum angesiedelt. Bewaffnet nur mit einem 10,0-cm-Geschütz und zwei Exocet-Seezielflugkörpern und komplett nach zivilen Standards gebaut, sind sie ausschließlich für Patrouillentätigkeiten in der AWZ und in den Überseegebieten geeignet.
Zwischen den hochtechnisierten Fregatten und Zerstörern einerseits und der Floréal-Klasse andererseits bestand jedoch nach wie vor eine Lücke. Für militärische Konflikte geringer Intensität oder aber im Kampf gegen gut bewaffnete irreguläre Verbände wäre es nach wie vor übertrieben, gleich die kostenintensiven und hochspezialisierten Fregatten einzusetzen, aber auf der anderen Seite können die Korvetten der Floréal-Klasse mit solchen Bedrohungen nicht fertigwerden. Wie der Beschuss eines israelischen Kriegsschiffes im Jahr 2006 durch die Hisbollah mit einem chinesischen Seezielflugkörper bewies, verfügen einige terroristische Organisation heute über hochtechnisierte Waffensysteme, welchen die Patrouillenschiffe der Floréal-Klasse nicht gewachsen sind.
Aus diesem Bedarf heraus wurde die La-Fayette-Klasse entwickelt. Mit einer Verdrängung von über 3000 Tonnen sind sie größer als die Floréal- und D’Estienne-D’Orves-Klassen und weltweit einsetzbar. Ihr Tarnkappendesign schützt sie vor frühzeitiger Entdeckung und ihre Bewaffnung ist so ausgelegt, dass sie auch in wesentlich komplexeren Szenarien bestehen können.

### Geschichte
Frankreich bestellte 1988 ein Los von drei Schiffen. 1990 konnte das endgültige Design präsentiert werden und noch im selben Jahr begann die Kiellegung bei DCN. 1992 konnte der Stapellauf des Typschiffs La Fayette erfolgen, welche schließlich 1996 in Dienst gestellt werden konnte. Im Jahre 1992 wurde außerdem der Auftrag über ein weiteres Los von drei Schiffen geordert, wovon das dritte Schiff aus Kostengründen sowie des allgemeinen Abrüstens in allen europäischen Staaten infolge des Endes des Kalten Krieges wieder gestrichen wurde. Somit wurde die fünfte und letzte Einheit im Dezember 2001 bei der französischen Marine in Dienst gestellt.
Während ihrer Dienstzeit wurden drei Fregatten, die Schiffe 1, 3 und 4 modernisiert, unter anderem mit dem Kingklip Mk2 Sonar. Aus Budgetgründen wurden nicht alle fünf Exemplare modernisiert. Auf Grund eines Mangel an Hochsee-Patrouillenbooten entschloss man sich 2024 die nicht modernisierten Schiffe 2 und 5 zu Patrouillenbooten umzuklassifizieren und weiter zu nutzen.
Die Schiffe sind alle nach hochrangigen französischen Militärs benannt, welche sich durch ihr Handeln besonders ausgezeichnet haben: Marie-Joseph Motier, Marquis de La Fayette, Robert Surcouf, Admiral Amédée-Anatole Courbet und Vizeadmiral Émile Guépratte.
| Marine nationale – La-Fayette-Klasse | Marine nationale – La-Fayette-Klasse | Marine nationale – La-Fayette-Klasse | Marine nationale – La-Fayette-Klasse | Marine nationale – La-Fayette-Klasse |
| Rumpfnummer                          | Name                                 | Kiellegung                           | Stapellauf                           | Indienststellung                     |
| ------------------------------------ | ------------------------------------ | ------------------------------------ | ------------------------------------ | ------------------------------------ |
| F 710                                | La Fayette                           | 15. Dezember 1990                    | 13. Juni 1992                        | 22. März 1996                        |
| F 711                                | Surcouf                              | 6. Juli 1992                         | 3. Juli 1993                         | 7. Februar 1997                      |
| F 712                                | Courbet                              | 15. September 1993                   | 12. März 1994                        | 1. April 1997                        |
| F 713                                | Aconit                               | 5. August 1996                       | 8. Juni 1997                         | 3. Juni 1999                         |
| F 714                                | Guépratte                            | 1. Oktober 1998                      | 3. März 1999                         | 27. Oktober 2001                     |

Seit ihrer Indienststellung haben die Fregatten der La-Fayette-Klasse an verschiedenen Übungen und Einsätzen teilgenommen. So verlegte eine der Fregatten 1995 nach Abu Dhabi an die internationale Rüstungsmesse IDEX. 2004 erfolgte ein Einsatz im Rahmen von ONUCI und im Jahr 2005 nahm ein Schiff der La-Fayette-Klasse am NATO-Einsatz Enduring Freedom teil. Der jüngste Einsatz erfolgte im Rahmen von UNIFIL vor der Küste des Libanons.
Die Fregatten der La-Fayette-Klasse werden ab Mitte der 2020er Jahre durch solche der Amiral-Ronarc’h-Klasse ersetzt.

### Technik

#### Schiffshülle
Bei 124,2 m Länge, einer Breite von 15,4 m und einem Tiefgang von 4,1 m haben die Fregatten der La-Fayette-Klasse eine maximale Verdrängung von 3600 t. Die Besatzung beträgt 141 Mann, es sind jedoch Unterbringungsmöglichkeiten für weitere Personen, wie zum Beispiel Spezialeinheiten, vorhanden.
Der gesamte Rumpf ist aus Schiffsbaustahl hergestellt. Die Aufbauten sind hingegen aus einer Sandwichkonstruktion aus Balsaholz und GFK gefertigt. Einige lebenswichtige Sektionen sind außerdem mit Kevlar gepanzert.

#### Antrieb
Die Antriebsanlage ist als CODAD-Anlage (Combined Diesel and Diesel) ausgelegt. Vier schwingungsgedämpft gelagerte Schiffsdieselmotoren SEMT Pielstick PA6 V280 STC mit einer Gesamtleistung von 14,72 MW sorgen für den Vortrieb. Die Maschinenleistung wird anschließend über zwei Wellen mit fünfflügeligen Verstellpropellern ins Wasser übertragen. Die Höchstgeschwindigkeit liegt bei über 25 kn. Die Maschinenräume sind so großzügig bemessen, dass bei Bedarf auch eine Umrüstung auf ein alternatives Antriebskonzept möglich wäre. In verschiedensten Marinen wird schon seit einiger Zeit über vollelektrische Antriebe nachgedacht, bisher sind solche jedoch nur bei wesentlich größeren Schiffen verwirklicht worden. Drei Dieselgeneratoren von je 750 kW Leistung versorgen die Schiffe mit elektrischer Energie. Antriebsanlage, Stromerzeugung, Stromverteilung und die Schiffsbetriebsanlagen werden zentral durch ein redundant ausgelegtes Integrated Platform Management System (IPMS) gesteuert. Außerdem ist ein Bugstrahlruder eingerüstet, um die Manövrierfähigkeit zu erhöhen.

#### Tarnkappentechnik
Die La-Fayette-Klasse war die erste operationelle Tarnkappenschiffsklasse, die umfassend nach Tarnkappenprinzipien gebaut wurde. So ist zum Beispiel Sea Shadow bereits lange vor der La Fayette gebaut worden, aber es handelte sich bei der Sea Shadow ausschließlich um ein Erprobungsschiff. Die früher in Dienst gestellte Arleigh-Burke-Klasse wurde zwar ebenfalls auf eine geringe Radar- und später Wärmesignatur optimiert, jedoch wurde dies nicht so umfassend durchgeführt wie bei der La-Fayette-Klasse.
Ein Schiff, das nach Tarnkappenprinzipien gebaut ist, ist so konstruiert, dass es von Radarsystemen nur schwer zu orten ist. Das wichtigste dabei ist, die Radarrückstrahlung zu reduzieren. Hierfür wurde beim Bau der Schiffe auf alle zylindrischen Formen verzichtet und alle Außenwände mussten schräg gestellt werden. Außerdem wurden, wie bereits oben beschrieben, bei den Aufbauten spezielle Materialien verwendet. Einigen Sektionen der La Fayette wurden auch eine spezielle radarabsorbierende Beschichtung aufgetragen. Auch Raketenstarter, Geschütze, Beiboote etc. müssen entsprechend verkleidet und gegebenenfalls beschichtet werden. Diese Maßnahmen verleihen allen Tarnkappenschiffen wie der La Fayette ihr charakteristisches Aussehen.
Ein zweiter Punkt ist das Reduzieren der Wärmeabstrahlung, da diese von IR-Sensoren geortet werden kann. Das Hauptproblem sind hierbei die Abgase, die deshalb in einem komplizierten Verfahren mit Luft durchmischt und abgekühlt werden, bevor sie ausgestoßen werden.
Der Vorteil dieser Techniken besteht darin, dass die Schiffe schwerer und somit erst später vom Gegner geortet werden können. Nach der Ortung soll das Schiff für den Gegner nur als sehr kleines Objekt erkennbar sein, deutlich unterhalb der reellen Größe. Hierbei soll der Gegner denken, dass es sich um ein wesentlich ungefährlicheres Schiff handelt, als es in Wirklichkeit ist. Im Falle der La Fayette ist es so, dass die Tarnkappentechnik die Radarsignatur um etwa 60 % reduziert, womit eine Einheit der La-Fayette-Klasse auf die Größe eines großen Fischerbootes schrumpft. Da liegt es nahe, dass ein solches Schiff sich zum Beispiel unter einen Fischerverband mischt und auf der Radaranlage des Gegners dann für ein Fischerboot gehalten wird.
Nachteilig wirken sich diese Maßnahmen jedoch auf die Kosten aus. Außerdem wird zusätzlicher Platz benötigt, um die Durchmischung von Abgasen und ähnlichem unterzubringen.

#### Bewaffnung

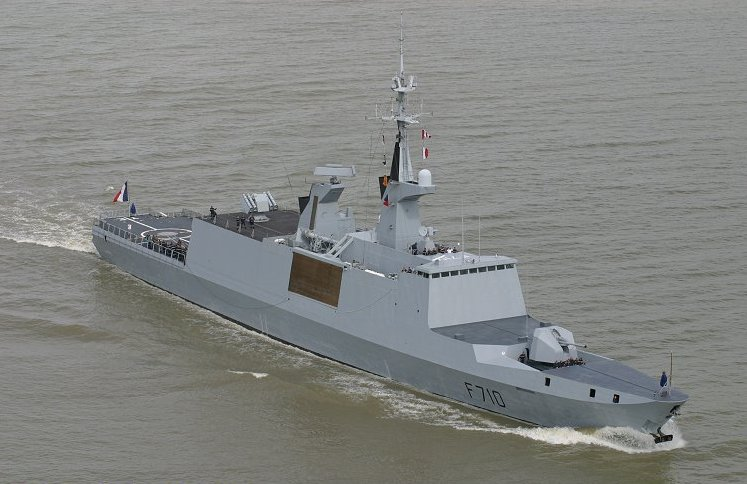
Gut zu sehen sind das 10-cm-Geschütz am Bug, der Crotale-Starter am Heck und die Exocets mittschiffs

Entsprechend ihrem Auftrag, Patrouillenaufgaben zu übernehmen und in Konflikten geringer Intensität zu kämpfen, sind die Schiffe der La-Fayette-Klasse zwar umfangreich bewaffnet, aber auf einige als nicht nötig erachtete Systeme wurde verzichtet. So ist keine U-Jagdbewaffnung vorhanden, genauso wie auf die Fähigkeiten zur weiträumigen Luftabwehr und zum Landangriff verzichtet wurde.
Auf der Back befindet sich ein 10,0-cm-Schiffsgeschütz vom Typ Modèle 100 TR vom staatlichen französischen Rüstungskonzern Nexter. Hierbei handelt es sich um das neueste Modell einer Familie von 10-cm-Geschützen. Der komplett tarnkappengerecht verkleidete Turm wiegt inklusive 600 Schuss Munitionsvorrat etwa 22 Tonnen und wird komplett unbemannt betrieben. Die Kadenz liegt bei 78 Schuss pro Minute und die maximale Reichweite beträgt 17.000 Meter. Die effektive Reichweite liegt für Seeziele bei 12.000 Metern und bei Luftzielen bei 6.000 Metern. Die maximale Elevation beträgt 40°.
Mittschiffs sind hinter einer tarnkappengerechten Verkleidung zwei Vierfachstarter für Exocet-Seezielflugkörper eingerüstet.

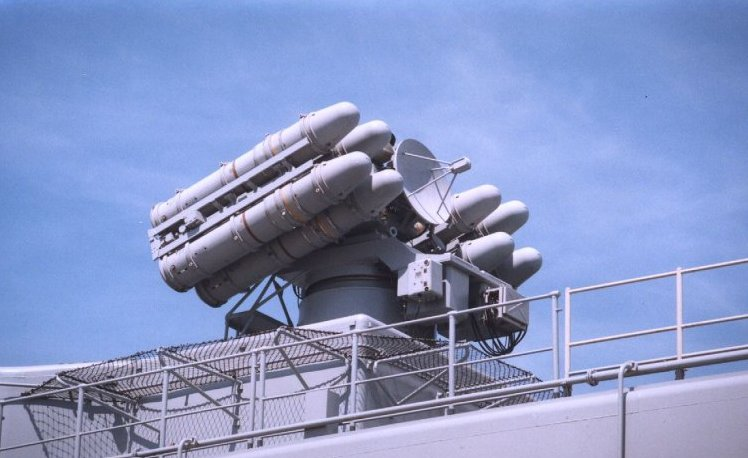
Crotale-Starter

Am Heck auf dem Helikopterhangar ist ein Achtfachstarter für Crotale-Flugabwehrraketen eingerüstet. Während das Crotale-System mit einer maximalen Reichweite von 13 km den Nahbereich abdeckt, ist es für den Mittelstreckenbereich noch geplant, zwei Senkrechtstartanlagen, welche je acht Aster 15 fassen, einzubauen. Für das Aster-System gibt es zwischen dem Brückenaufbau und dem Geschütz ausreichend Platzreserven, eine Einrüstung erfolgte bisher aber nicht.

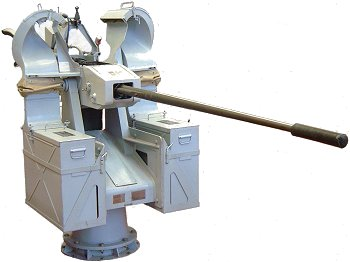
2,0-cm-Maschinenkanone F2

Wie der Anschlag auf die Cole zeigte, gibt es Bedrohung durch Angriffe mit kleinen schnellen Booten. Um solche abwehren zu können, sind auf allen Schiffen der La-Fayette-Klasse zwei 2,0-cm-Maschinenkanonen vom französischen Typ F2 eingerüstet. Dieses Geschütz kann bis zu 720 Schuss pro Minute abgeben. Die Reichweite beträgt etwa 1500 Meter.
Beidseitig des vorderen Mastes auf Brückendeckhöhe befindet sich je ein DAGAIE Mk2-Werfer. Jede Anlage kann sechs Radar- und/oder Infrarot-Täuschkörper zur Abwehr von anfliegenden Flugkörpern aufnehmen.

#### Weitere Ausrüstung

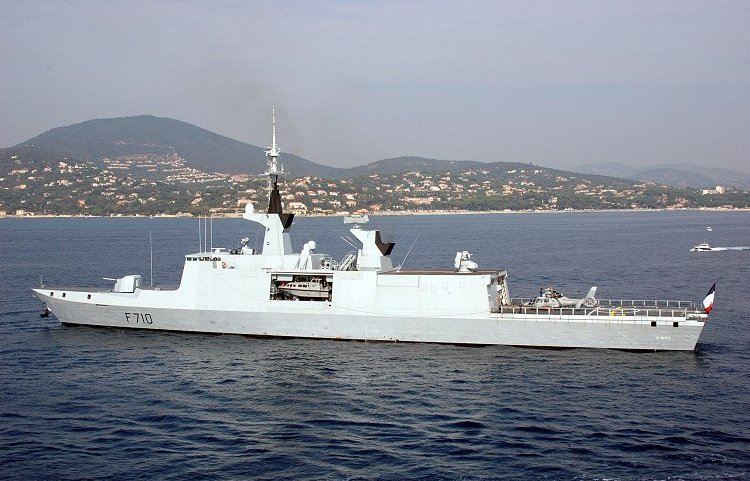
Gut zu sehen sind die Beiboote in ihren geöffneten Hangars und der Hubschrauber

Am Heck aller Schiffe befindet sich ein großer Hubschrauberlandeplatz sowie der dazugehörige Hangar. Es können Helikopter bis hin zu einem Gewicht von zehn Tonnen eingesetzt werden. Aktuell nutzt die französische Marine für diesen Zweck Hubschrauber vom Typ Eurocopter Panther. Später sollen diese durch die neuen Hubschrauber vom Typ NH90 ersetzt, welche von einem multinationalen Konsortium entwickelt wurden und sich aktuell in der Auslieferung befinden.
Mittschiffs wird außerdem beidseitig je ein Beiboot mitgeführt. Um die Radarsignatur möglichst gering zu halten, sind auch die Beiboote hinter einer Verkleidung untergebracht.

## Export

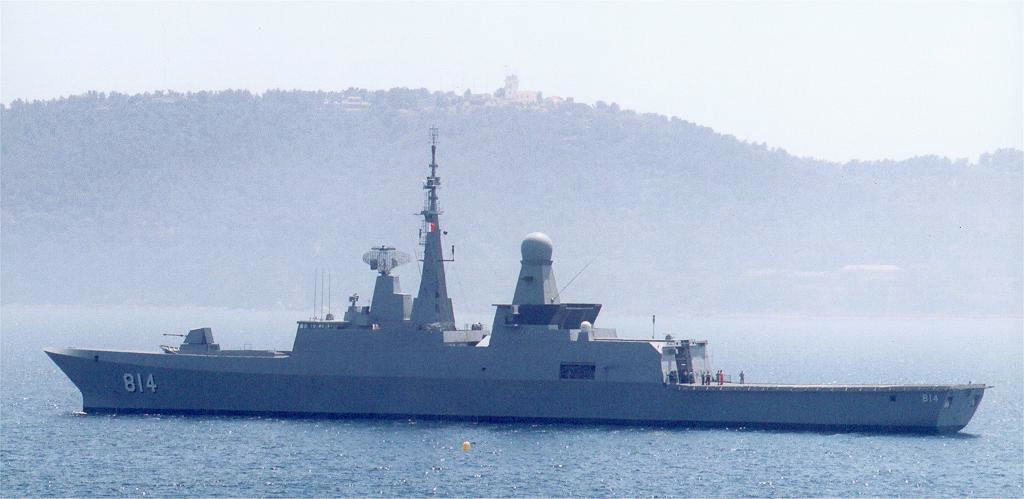
Die Luftabwehrfregatte Makkah

### Saudi-Arabien:Al-Riyadh-Klasse

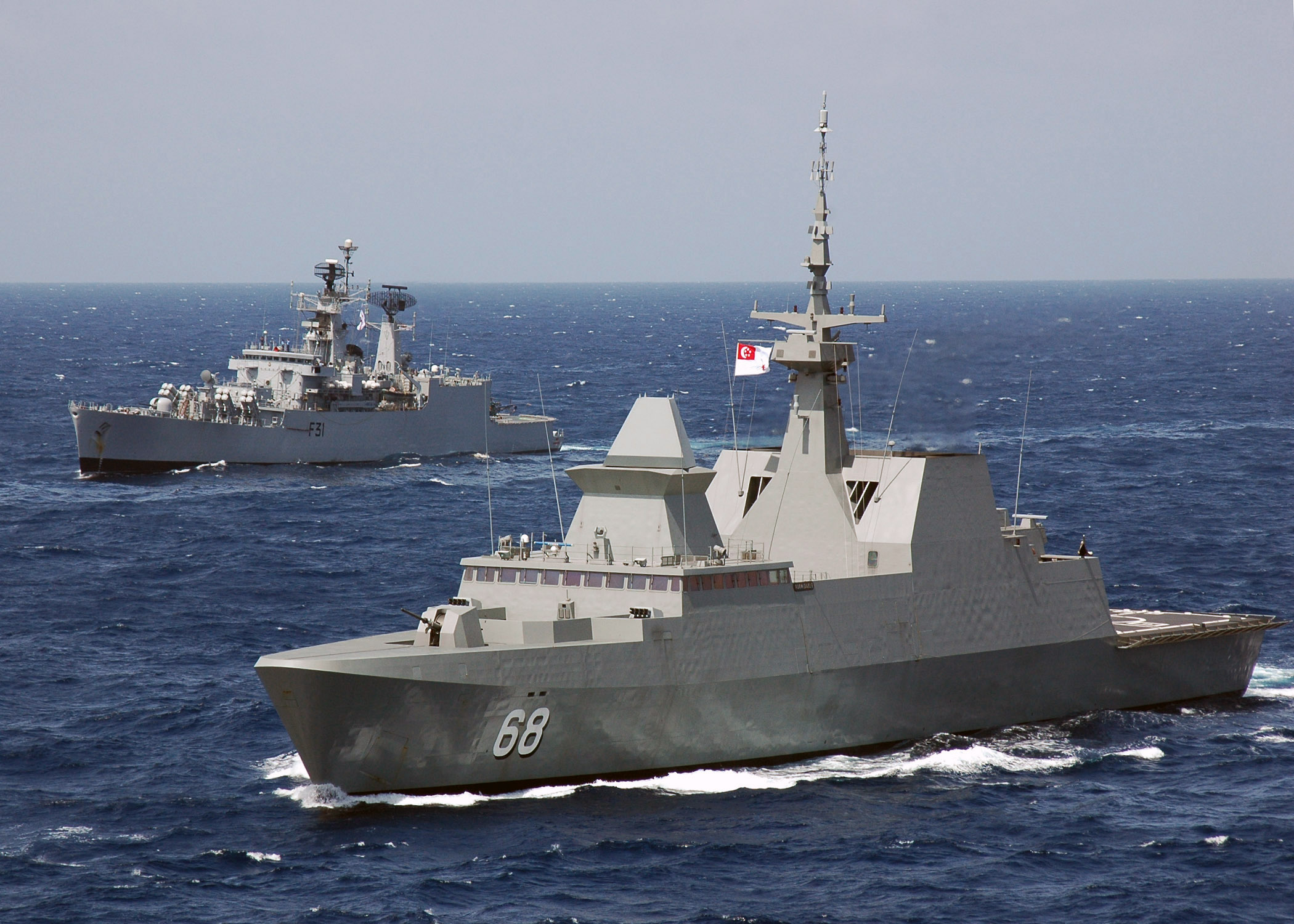
Formidable

Saudi-Arabien orderte 1994 in Frankreich zwei Schiffe einer modifizierten La-Fayette-Klasse und 1997 wurde noch die Option auf ein drittes Schiff wahrgenommen. Da Saudi-Arabien keine Patrouillenfregatte für Überseegebiete brauchte, sondern ein Schiff, welches in erster Linie für Luftabwehraufgaben einzusetzen sein sollte, mussten massive Änderungen vorgenommen werden. Die saudischen Schiffe wurden um 9 m auf 133 m verlängert und um 1,6 m auf 17 m verbreitert. Der Tiefgang vergrößerte sich um 30 cm auf 4,4 m und die Verdrängung um 1050 Tonnen auf maximal 4650 Tonnen. Diese massive Vergrößerung war notwendig, um die wesentlich umfangreichere Luftabwehrausstattung unterbringen zu können. Zur Luftabwehr wurden außerdem zwei Senkrechtstartmodule eingebaut, welche je acht Aster 15 fassen. Dementsprechend musste auch die Besatzung vergrößert werden, die 180 statt 141 Mann umfasst. Außerdem wurden die Exocet-Seezielflugkörper durch AGM-84 Harpoon ersetzt und anstelle des französischen 10-cm-Geschützes ein italienisches 7,6-cm-Geschütz vom Typ 76/62 Compact eingerüstet.
| Saudi Arabische Marine – Al-Riyadh-Klasse | Saudi Arabische Marine – Al-Riyadh-Klasse | Saudi Arabische Marine – Al-Riyadh-Klasse | Saudi Arabische Marine – Al-Riyadh-Klasse | Saudi Arabische Marine – Al-Riyadh-Klasse |
| Rumpfnummer                               | Name                                      | Kiellegung                                | Stapellauf                                | Indienststellung                          |
| ----------------------------------------- | ----------------------------------------- | ----------------------------------------- | ----------------------------------------- | ----------------------------------------- |
| 812                                       | Al Riyadh                                 | 1999                                      | August 2000                               | Juli 2002                                 |
| 814                                       | Makkah                                    | 2000                                      | 20. Juli 2001                             | 2003                                      |
| 816                                       | Al Dammam                                 | 2001                                      | September 2002                            | 2004                                      |

### Singapur:Formidable-Klasse
Singapur orderte ebenfalls sechs Fregatten eines La-Fayette-Derivats unter dem Projektnamen Delta. Der Rumpf wurde minimal verbreitert und um etwa 10 m verkürzt, weshalb die Schiffe im Ganzen etwas kleiner sind. Anstelle der vier Schiffsdieselmotoren von SEMT Pielstick wurden solche von MTU Friedrichshafen verwendet. Da diese eine etwas größere Leistung erbringen, erhöht sich die Höchstgeschwindigkeit auf 27 kn. Da die Schiffe von Singapur die neuesten der La-Fayette-Familie sind, konnte von neueren Entwicklungen profitiert werden. Die Besatzung konnte auf nur noch 70 Mann halbiert werden und die Radarsignatur wurde weiter reduziert. Um die heimische Industrie zu fördern, konnte Singapur von den französischen Herstellern erreichen, dass nur das Typschiff in Frankreich gebaut wurde, während die restlichen fünf Einheiten der Formidable-Klasse bei „Singapore Technology Marine“ in Benoi entstanden.
Im Gegensatz zu den Schiffen der Marine nationale verfügt die Formidable-Klasse auch über eine U-Jagdausstattung. Anstelle von Exocet wurden die Seezielflugkörper AGM-84 Harpoon aus US-amerikanischer Produktion gewählt. Die Luftabwehr erfolgt ausschließlich durch vier Senkrechtstartmodule, welche je acht Aster 15 fassen; auf ein ergänzendes System wie Crotale oder Phalanx CIWS wurde verzichtet. Wie auch auf den saudischen Schiffen findet der italienische 76/62-Compact-Geschützturm Verwendung.
Die Republic of Singapore Navy verwendet für alle ihre Schiffe das Präfix RSS, was für Republic of Singapore Ship steht.
| Republic of Singapore Navy – Formidable-Klasse | Republic of Singapore Navy – Formidable-Klasse | Republic of Singapore Navy – Formidable-Klasse | Republic of Singapore Navy – Formidable-Klasse | Republic of Singapore Navy – Formidable-Klasse |
| Rumpfnummer                                    | Name                                           | Kiellegung                                     | Stapellauf                                     | Indienststellung                               |
| ---------------------------------------------- | ---------------------------------------------- | ---------------------------------------------- | ---------------------------------------------- | ---------------------------------------------- |
| 68                                             | Formidable                                     | 2002                                           | 7. Januar 2004                                 | 2005                                           |
| 69                                             | Intrepid                                       | 2003                                           | 3. Juli 2004                                   | 2005                                           |
| 70                                             | Steadfast                                      | 2003                                           | 28. Januar 2005                                | 2005                                           |
| 71                                             | Tenacious                                      | 2004                                           | 15. Juli 2005                                  | 2006                                           |
| 72                                             | Stalwart                                       | 2004                                           | 9. Dezember 2005                               | 2006                                           |
| 73                                             | Supreme                                        | 2005                                           | 9. Mai 2006                                    | 2007                                           |

### Republik China (Taiwan):Kang-Ding-Klasse
Die Republik China orderte 1992 unter der Projektbezeichnung Kuang Hua II sechs auf dem Design der La-Fayette-Klasse basierende Schiffe. Die taiwanischen Schiffe haben die gleichen Abmessungen wie die französischen, haben als Aufgabenschwerpunkt jedoch die U-Bootjagd und sind dementsprechend mit Bugsonar, Schleppsonar und Torpedos ausgerüstet.
Auch bei den taiwanischen Einheiten findet das italienische 76/62-Compact-Geschütz Verwendung. Anstelle der Exocet-Seezielflugkörper wurde ein in der Republik China eigenständig entwickeltes System namens Hsiung Feng II eingebaut. Zur Nahbereichsluftabwehr ist zusätzlich noch ein Phalanx CIWS eingerüstet. Ein Manko der Schiffe der Republik China stellen die nicht mehr zeitgemäßen Chaparral-Flugabwehrraketen dar, die anstatt der Crotale verwendet werden. Es wurden schon verschiedene Pläne ausgearbeitet, ein moderneres Luftabwehrsystem einzurüsten, was aber bisher nicht umgesetzt wurde. Im Gespräch sind ein in Taiwan entwickelter Flugkörper sowie RIM-116 Rolling Airframe Missiles.
| Marine der Republik China – Kang Ding-Klasse | Marine der Republik China – Kang Ding-Klasse | Marine der Republik China – Kang Ding-Klasse | Marine der Republik China – Kang Ding-Klasse | Marine der Republik China – Kang Ding-Klasse |
| Rumpfnummer                                  | Name                                         | Kiellegung                                   | Stapellauf                                   | Indienststellung                             |
| -------------------------------------------- | -------------------------------------------- | -------------------------------------------- | -------------------------------------------- | -------------------------------------------- |
| 1202                                         | Kang Ding                                    | 1. August 1993                               | 12. März 1994                                | 24. Mai 1996                                 |
| 1203                                         | Si Ning                                      | 28. März 1994                                | 5. November 1994                             | 12. Oktober 1996                             |
| 1205                                         | Kun Ming                                     | 7. November 1994                             | 13. Mai 1995                                 | 26. Februar 1997                             |
| 1206                                         | Di Hua                                       | 1. Juli 1995                                 | 26. November 1995                            | 8. August 1997                               |
| 1207                                         | Wu Chang                                     | 1. Juli 1995                                 | 26. November 1995                            | 16. Dezember 1997                            |
| 1208                                         | Chen Du                                      | 27. Dezember 1995                            | 2. August 1996                               | 19. März 1998                                |

### Volksrepublik China
Die Fregatten vom Typ 054 und 054A der chinesischen Marine weisen in einigen Bereichen zwar Ähnlichkeiten zu den Fregatten der La-Fayette-Klasse auf, verfügen aber auch über abweichende Merkmale, die gegen einen direkten Nachbau sprechen.

## Trivia
Die La Fayette diente im siebzehnten James-Bond-Film GoldenEye (1995) als Kulisse für den Diebstahl eines Eurocopter Tiger.